# Louise Meijer
Louise Elsa Christine Meijer, född 14 augusti 1990 i Jönköpings Kristina församling, Jönköpings län, är en svensk jurist och politiker (moderat). Sedan 2018 är hon riksdagsledamot för Skåne läns södra valkrets.
Meijer är uppvuxen i Jönköping men flyttade sedan till Lund för att studera. Hon var distriktsordförande för Moderata ungdomsförbundet (MUF) i Skåne åren 2012–2014 och 1:e vice förbundsordförande för MUF åren 2014–2016.
Meijer avlade juristexamen vid Lunds universitet 2014, och arbetade sedan som biträdande jurist vid en advokatbyrå samt som tingsnotarie vid Åklagarkammaren och Helsingborgs tingsrätt. År 2016 grundade hon Justitiapriset, en utmärkelse för jämställdhet inom affärsjuridiska advokatbyråer. Hon erhöll 2017 utmärkelsen Årets jurist, efter en omröstning bland Dagens Juridiks läsare.
I riksdagsvalet 2018 blev Meijer invald i riksdagen. 2019–2020 var hon vikarierande gruppledare för Moderaterna i miljö- och jordbruksutskottet. Efter valet 2022 blev hon gruppledare för Moderaterna i justitieutskottet. Hösten 2024 utsågs hon istället till vice ordförande i konstitutionsutskottet.